# Kavčina
Kavčina je zaniklá osada, která až do svého zániku spadala pod ves Mužský. Dnes toto místo spadá pod vesnici Dneboh, část města Mnichovo Hradiště. Její existenci dnes připomíná pouze skála s vytesaným otvorem, pozůstatek jednoho z domů.

## Zánik osady
Osada, která čítala 11 domů, zde stála až do osudného 27. června 1926. V ten den již svah Příhrazských skal nad osadou nevydržel přívaly deště a dal se do pohybu. Do údolí tak sjíždělo asi 30 ha lesa. Kolem poledne již tento pohyb zaznamenali i v osadě, neboť zdi stavení začaly praskat. Postupně se zřítilo 10 domů, došlo také ke zničení silnice mezi Dnebohem a Olšinou, která byla roztrhána. Celý svah pod Drábskými světničkami se sesunul o několik desítek metrů. K neštěstí došlo ve dne, takže si nevyžádalo žádné lidské životy.
Dnes toto neštěstí připomínají šavlovitě zahnuté borovice na svahu při cestě na světničky. Obyvatelé osady si za pomoci sbírek a státu následně postavili nové domy přímo v Dnebohu a zaniklou osadu tak připomíná již pouze zbytek vytesané skály, dříve sklepa, u parkoviště pod světničkami.